# Скотт, Дэвид Мирман
Дэвид Мирман Скотт (англ. David Meerman Scott) (родился 25 марта 1961 года) — американский эксперт в области онлайн маркетинга и автор восьми книг, самая известная из которых «Новые правила маркетинга и PR» (англ. The New Rules of Marketing and PR) была издана тиражом более 250 000 экземпляров и переведена более чем на 25 языков, включая русский.
«Новые правила маркетинга и PR» появились в результате случайного открытия, которое Скотт сделал, работая вице-президентом по маркетингу NewsEdge: само по себе создание полезного контента и его практически бесплатная публикация онлайн более эффективна, чем дорогостоящие PR-программы. «Новые правила» в течение шести месяцев входила в список бестселлеров по версии BusinessWeek.
Следующие книги Скотта были основаны на его опыте трейдера,результатах изучения инновационного маркетинга в таких крупных и разноплановых компаниях, как IBM, а также уроках рок-группы The Grateful Dead.

## Ранние годы
В 1983 году Дэвид Мирман Скотт окончил Колледж Кеньон (англ. Kenyon College), штат Огайо, США, получив степень бакалавра по экономике. Затем работал клерком в нескольких трейдерских конторах на Уолл-стрит, а с 1985 по 2002 — в СМИ и онлайн новостях.
С 1989 по 1995 годы Скотт занимал руководящие должности в Knight-Ridder (одна из крупнейших на тот момент газетных корпораций в мире). В частности, работал директором по маркетингу в странах Азии онлайнового подразделения компании. С 1987 по 1993 год работал в Токио, а с 1987 по 1993 год в Гонконге.
В Токио Скотт также подрабатывал как модель и актер. Вершиной этой его карьеры стала роль в опере Джакомо Пуччини «Турандот», постановка Франко Дзеффирелли, дирижер Джеймс Ливайн, во время гастролей театра Ла Скала в Токио
В 1995 году Дэвид Мирман Скотт переехал в Бостон и начал работать в Desktop Data, которая впоследствии была преобразована в NewsEdge Corporation (дистрибьютор онлайновых новостей). Свою корпоративную карьеру Скотт закончил в должности вице-президента по маркетингу NewsEdge, которую он занимал вплоть до продажи бизнеса Thomson Corporation в 2002 году.
Во время работы в NewsEdge Скотт и его сотрудники обнаружили, что самодельные программы, основанные на создании полезного контента и его бесплатной публикации в Интернете, стабильно привлекают больше квалифицированных покупателей, чем дорогие профессиональные PR-программы. Однако идеи Скотта показались слишком радикальными новому начальству из The Thomson Corporation, так что он уволился и начал собственный бизнес.
С 2001 года он стал использовать своё второе имя «Мирман», чтобы отличаться от других обладателей имени «Дэвид Скотт».

## Карьера

### Идеи
Основная идея Скотта, изложенная в «Новых правилах маркетинга и PR», заключается в том, что использование Интернета для маркетинга и отношений с общественностью требует методов, коренным образом отличающихся от тех, что применяются в традиционных СМИ.
По «старым правилам» традиционных СМИ, чтобы достучаться до потребителя, нужно было покупать дорогую рекламу или общаться с представителями масс-медиа ради получения бесплатной публикации, говорит Скотт и утверждает, что эти правила не работают в Интернете. Для маркетинга и PR в Интернете нужно следовать совершенно иным правилам: использовать возможность привлечь внимание потребителя с помощью таких инструментов социальных медиа, как блоги, подкасты, онлайн видео и т. п.:

Интернет изменил правила игры, и вам придется изменить свой маркетинг, чтобы извлечь максимальную пользу из существующего благодаря Интернету открытого рынка идей— Дэвид Мирман Скотт "Новые правила маркетинга и PR"

### Выступления
Дэвид Мирман Скотт более 50 раз в год выступает в качестве ключевого докладчика на различных мероприятиях в разных странах мира.

### Книги, изданные на русском языке
- Дэвид Мирман Скотт. Новые правила маркетинга и PR. Как использовать социальные сети, блоги, подкасты и вирусный маркетинг для непосредственного контакта с покупателем = The New Rules of Marketing and PR: How to Use Social Media, Blogs, News Releases, Online Video, & Viral Marketing to Reach Buyers Directly. — М.: «Альпина Паблишер», 2011. — 352 с. — ISBN 978-5-9614-1400-4.

### Книги, изданные на английском языке
- Newsjacking: How to inject your ideas into a breaking news story and generate tons of media coverage (2011 eMobi[15] ePub[16])
- The New Rules of Marketing and PR: How to Use News Releases, Blogs, Podcasting, Viral Marketing and Online Media to Reach Buyers Directly 3ed (2011)[17]
- Real-Time Marketing and PR: How to Instantly Engage Your Market, Connect With Your Customers, and Create Products that Grow Your Business Now (2010),[3]
- Marketing Lessons from the Grateful Dead: What Every Business Can Learn from the Most Iconic Band in History (2010)[5].

В статье о книге Скотта «Newsjacking» журнал Forbes отмечал, что автор и его издатель «обозначили вектор развития», опубликовав книгу только в электронном формате.
В интервью для «Marketing Update», рассказывая о «Новых правилах маркетинга и PR», Скотт утверждал, что переиздание книги было вызвано не только быстрыми переменами в маркетинге, но и тем, что книга вошла в списки литературы многих университетов. Так что он планирует переиздать её через год, в августе 2012.
- Marketing Lessons from the Grateful Dead была написана в соавторстве с Брайаном Халлиганом (англ. Brian Halligan).

А также:
- The New Rules of Marketing and PR, 2ed (2010)[4]. Книга была особо отмечена в обзорах The New York Times[21] и Computerworld[22].
- World Wide Rave (2009)[23]. Для продвижения этой книги Скотт снял несколько видеороликов[24].
- Tuned In (2008)[25].
- The New Rules of Marketing and PR (2008)[26] Первое издание этой книги в течение нескольких месяцев входило с список бестселлеров BusinessWeek[27] и было переведено более чем на 20 языков[28]. На основе книги Скотт разработал однодневный семинар «Новые правила маркетинга».
- Cashing In With Content (2005)[29].
- Eyeball Wars: A Novel of Dot-com Intrigue (2001)[30].

Дэвид Мирман Скотт также написал предисловие к «The New Rules of Social Media» — серии книг, которые он редактировал для John Wiley & Sons.
Первые шесть книг этой серии:
1. Inbound Marketing: Get Found Using Google, Social Media, and Blogs by Brian Halligan and Dharmesh Shah[33].
2. Get Seen: Online Video Secrets to Building Your Business by Steve Garfield[34].
3. Social Media Metrics: How to Measure and Optimize Your Marketing Investment by Jim Sterne[35].
4. Beyond Viral: How to Promote and Sustain Your Brand with Online Video by Kevin Nalty[36].
5. Content Rules: How to Create Killer Blogs, Podcasts, Videos, Ebooks, Webinars (and More) That Engage Customers and Ignite Your Business by Ann Handley and C.C. Chapman[37].
6. Go Mobile: Location-Based Marketing, Apps, Mobile Optimized Ad Campaigns, 2D Codes and Other Mobile Strategies to Grow Your Business by Jeanne Hopkins and Jamie Turner[38]

### Публикации онлайн и в социальных медиа
Следуя собственным заповедям, Дэвид Мирман Скотт также регулярно публикуется в Интернете. На его счету:
- Несколько электронных книг[39].
- Блог Web Ink Now[40], который вошел в рейтинг AdAge Power 150 как один из ведущих блогов о маркетинге[41].
- Статьи в Huffington Post[42].
- Статьи в EContent Magazine[43].

### Корпоративное управление
Дэвид Мирман Скотт входит в консультативные советы компаний HubSpot, Eloqua, VisibleGains, Newstex,Converseon, Nashaquisset, Massachusetts Air and Space Museum and Grateful Dead Archive at UC Santa Cruz.

## Личная жизнь
- Жена: Юкари Ватанабе Скотт (англ. Yukari Watanabe Scott).
- Дети: дочь[50][51].
- Хобби: коллекционирует предметы, связанные с освоением космоса[52], ходит на рок-концерты[53], занимается серфингом[54].